# Liste von Behindertenverbänden
Behindertenverbände vertreten die Interessen von Menschen mit Behinderungen oder chronischen Erkrankungen im Sinne der Selbsthilfe.

## Europäische nichtstaatliche Organisationen und Verbände
Das Forum européen des personnes handicapés schließt verschiedene europa- oder weltweit wirkende Organisationen zusammen:
- Association internationale Aphasie (AIA)
- Association de recherche et de formation sur l’insertion en Europe (ARFIE), mit Sitz in Bettange-sur-Mess, Luxemburg
- Confederation of european social firms, employment initiatives and social co-operatives (CEFEC), mit Sitz in Athen, Griechenland
- Design for all Europe (EIDD) mit Sitz in Irland
- Eucrea International (Europe Créative) mit Sitz in Brüssel, Belgien
- Confédération européenne des laryngectomisés – European Confederation of Laryngectomees (CEL)
- European Federation of Crohn’s and Ulcerative Colitis Associations (EFCCA)
- European Federation of Associations of Families of People with Mental Illness (EUFAMI), Europäische Föderation von Organisationen der Angehörigen psychisch Kranker
- European Haemophilia Consortium (EHC)
- European Multiple Sclerosis Platform (EMSP) mit Sitz in Brüssel, Belgien
- Europäisches Paralympisches Komitee (EPC) mit Hauptsitz in Wien, Österreich
- European Parkinson’s Disease Association (EPDA) mit Sitz in Sevenoaks, Kent, Großbritannien
- European Spinal Cord Injury Federation (ESCIF) mit Sitz in Nottwil, Schweiz
- European Society for Mental Health and Deafness (ESMHD), Europäische Gesellschaft für seelische Gesundheit und Taubheit
- European Union of Supported Employment (EUSE)
- Mental Health Europe - Santé Mentale Europe (MHE-SME)
- Rehabilitation International – Europe (RI-Europe)
- Workability Europe (WE) mit Sitz in Brüssel, Belgien

Obenstehender Organisation nicht angeschlossen ist die
- Confédération européenne pour l’emploi des handicapés (C.E.E.H.)

## Nationale Dachverbände
Um im politischen Geschehen Gehör zu finden, haben sich die Behindertenorganisationen zu Dachverbänden zusammengeschlossen, insbesondere

### Deutschland (Auswahl)
- Allgemeiner Behindertenverband in Deutschland ABiD
- Bundesarbeitsgemeinschaft Selbsthilfe[1]
- Bundesarbeitsgemeinschaft Werkstätten für behinderte Menschen e. V., BAG WfbM
- Bundesverband Caritas Behindertenhilfe und Psychiatrie CBP
- Bundesverband für Körper- und Mehrfachbehinderte BvKM
- Bundesverband Psychiatrie-Erfahrener Bpe
- Bundesverband Selbsthilfe Körperbehinderter BSK
- Deutsche Multiple Sklerose Gesellschaft DMSG
- Deutsche Rheuma-Liga
- Deutscher Behindertenrat[2]
- Deutscher Behindertensportverband DBS
- Deutscher Blinden- und Sehbehindertenverband
- Deutscher Gehörlosenbund
- einfach gemeinsam e.V.[3]
- Fördergemeinschaft der Querschnittgelähmten Deutschlands e. V. (FGQ)
- ForseA e. V.
- Sozialverband Deutschland SoVD
- Integ-Jugend Jugendverband des SOViD
- Sozialverband VdK
- Stiftung MyHandicap

Hinzu kommen zahlreiche Zusammenschlüsse auf regionaler und Landesebene wie z. B. die Hamburger Landesarbeitsgemeinschaft für behinderte Menschen e. V.

### Schweiz (Auswahl)
- AGILE Behinderten-Selbsthilfe Schweiz[5]
- Autismus Forum Schweiz
- Inclusion Handicap – Dachverband der Behindertenorganisationen Schweiz
- Procap – größte Selbsthilfeorganisation
- Pro Infirmis – Dachverband der Schweizerischen Fachhilfeorganisationen
- Schweizer Paraplegiker-Vereinigung – Dachverband der Querschnittgelähmten
- Zentrum für Selbstbestimmtes Leben Schweiz – Schweizerische Selbstbestimmt Leben Bewegung

### Frankreich
- Association des accidentés de la vie (FNATH)
- Association des paralysés de France (APF)
- Association pour adultes et jeunes handicapés (APAJH)
- Fédération française des associations d’infirmes moteurs cérébraux (FFAIMC)
- Groupement pour l’insertion des handicapés physiques (GIHP)
- Union nationale des associations de parents de personnes handicapés mentales et de leurs amis (UNAPEI)

### Italien
- Federazione tra le associazioni nazionali delle persone con disabilità

### Österreich
- Jugend am Werk
- Lebenshilfe Österreich
- Österreichischer Behindertenrat,[6] Dachorganisation der Behindertenverbände Österreichs
- ÖZIV Bundesverband – Interessenvertretung für Menschen mit Behinderungen[7]
- Kriegsopfer- und Behindertenverband KOBV[8]

## Bundesfachverbände für Behinderte in Deutschland
- Deutsche Behindertenhilfe – Aktion Mensch e. V.
- Bundesverband evangelische Behindertenhilfe e. V. (BeB)
- Lebenshilfe: Bundesvereinigung Lebenshilfe für Menschen mit geistiger Behinderung e. V. (BVLH)
- Caritas Behindertenhilfe und Psychiatrie e. V. (CBP)